# Château de Chissey-en-Morvan

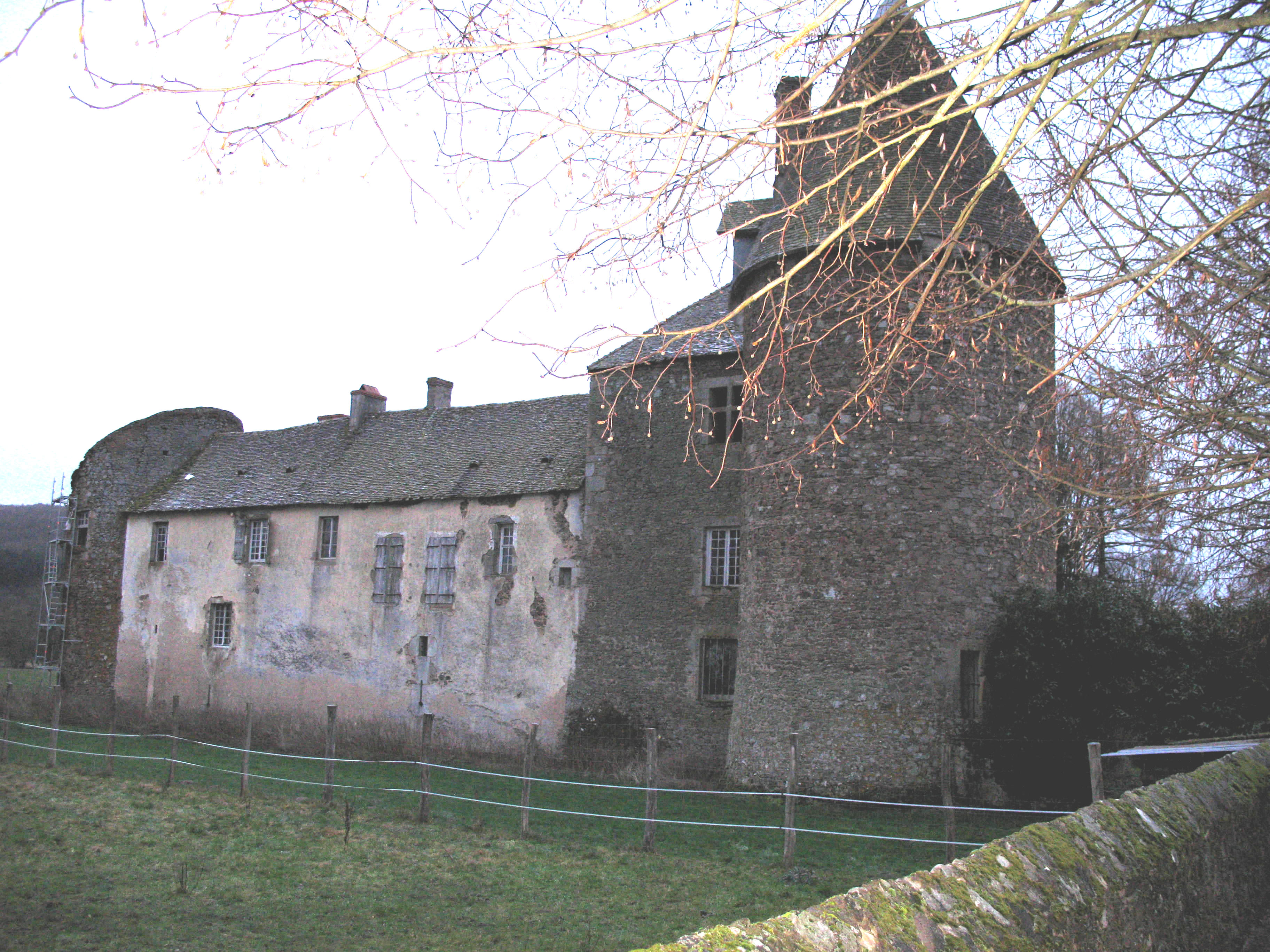
Château de Chissey-en-Morvan

Le château de Chissey-en-Morvan est situé sur la commune de Chissey-en-Morvan en Saône-et-Loire, au bord du Ternin, un peu à l'écart du village.
Il fait l’objet d’une inscription au titre des monuments historiques depuis le 12 juin 1997.

## Description
Situé à droite de la D980 à l'entrée du village en venant d'Autun, il ne comportait qu'une tour à trois étages, au XIIe siècle. Elle est aujourd'hui tronquée et fut englobée au château vers la fin du XIIIe siècle, à l'angle Nord-Est. Le corps de logis est situé au fond d'une cour intérieure, il comprenait: une cave voûtée, un entresol et un étage avec une galerie donnant sur la cour. Au Sud, en vis-à-vis, se trouvait une courtine, divisée en deux par un pont-levis, précédé d'un pont dormant, flanqué de deux meurtrières, pour sa défense.
Le corps de bâtiment des communs, à droite en entrant dans la cour, était pourvu d'une grande cuisine, une chapelle, la grange, et les étables. Il y avait quatre tours aux angles, chacune pourvue de deux meurtrières. Le château était entouré d'un fossé large et profond, suivi d'un talus. Cette architecture défensive, hérissée de mâchicoulis, en rendait l'accès difficile. Aujourd'hui, la tour du sud-ouest n'existe plus.
Autrefois prolongé à l'ouest par le donjon et une tour, il ne subsiste du château fort initial que trois tours rondes, une massive tour carrée et deux corps de logis bâtis à angle droit. Les fossés, alimentés comme le moulin par la rivière, ont été comblés. La construction la plus ancienne est la tour nord-est. La tour carrée a été réaménagée au XVIIIe siècle.
Dans la chapelle, Chrétienne de Montmoyen et de Chissey fit en 1668, pour une rente de 66 livres, une fondation de trois messes par semaine, à savoir : le lundi, de Requiem; le jeudi, du Saint-Sacrement et le samedi, de la Sainte-Vierge. Un guichet, pratiqué dans la paroi latérale, permettait au seigneur d'entendre la messe du coin de sa cheminée, nous dit l'abbé Baudiau. Les manants de la dépendance étaient tenus d'y faire guet-et-garde, en temps de troubles.
Le château, propriété privée, se visite de juillet à septembre.
Le château peut se visiter également durant les Journées du Patrimoine au mois de septembre

## Historique
Le seigneur de ce château, possédait un tiers seulement de la justice du bourg qui était également pour la même proportion à l'Évêque d'Autun et au possesseur du Château de la Motte-Chissey. Celle du château de Chissey, ne comprenait que ce manoir, les hameaux de Fontaine et La Verpillière, qui formaient ses dépendances. Selon la délimitation faite en 1608, elle suivait le cours de la rivière, en remontant jusqu'à La Côme-des-Brus, du chef de laquelle elle tirait à Ruisselle, à la maison en ruines de Guillemain Buffière, côtoyait ensuite le ru de Souvert, puis reprenait le cours de la rivière.
Le Château de Chissey, était un fief en toute justice, mouvait de l'évêché d'Autun; mais ses dépendances relevaient du Duché de Bourgogne. Au XIVe siècle, le seigneur ayant négligé de faire aveu à l'évêque, Geoffroi David (Pauteix), celui-ci envoie son bailli, Parizet Le Pergeot, qui se rend le 25 avril 1369 à Chissey et met un brandon sur la porte du château, qu'il place ainsi sous la main de l'évêque, son maître. Seize ans plus tard, le Duc de Bourgogne Philippe II de Bourgogne, dit Philippe le Hardi, qui marie son fils Jean Ier de Bourgogne, dit Jean sans Peur, le 12 avril 1385, avec Marguerite de Bavière à Cambrai, envoie son procureur Pierre Blet faire de même. Mais Guillaume Costain, prêtre, châtelain de Lucenay, fait enlever le pannoncel du duc le lundi des Rameaux 1385, et oblige Guyon d'Arcy, bailli d'Autun, à déclarer que cette saisie est indue : Par déclaration des gens du conseil de Mgr le duc, nous avons faict oster et desmettre ledict panoncel, et yceluy lever et tous empeschemens mis...Lesquels nous avons tenus et tenons pour nuls et non faicts, sans que par ledict panoncel soyt aulcun préjudice audict seigneur évesque, ny à son esglise, ny droit acquis audict seigneur de Bourgogne.
Cette seigneurie appartient au XIIIe siècle à Hugues de Châtillon-en-Bazois, dit de Roussillon, noble chevalier, qui prend part aux croisades.

### Chronologie des seigneurs et propriétaires
- 1250 : Hugues de Châtillon-en-Bazois, dit de Roussillon, (baronnie) neveu de Guillaume de Crux
- 1307 : avant cette date, Odet de Roussillon, dit de Chissey, succède à Guillaume de Crux, son oncle et laisse un fils qui suit.
- 1374 : Hérard de Roussillon dit de Chissey, qui reprend le fief de l'évêque, Geoffroi David (Pauteix) en 1374, pour le fort, les fossés, l'étang, le verger, le moulin et pour le sixième des dîmes de la paroisse. Il a pour successeur, son gendre, qui suit.
- 1385 : Vers cette date, Hugues de Ternan, dit aussi de Chissey, épouse Philiberte de Paisey, dame de Maison-Ithier, avec reprise de fief. La fille de Messire de Nuere et Marguerite d'Aligny porte la terre de Vaucheseuil dans la maison de Jean de Ternan, vers 1341. Hugues, laisse trois fils: Andoche, Hugues et Philibert de Chissey. L'aîné fait aveu à l'évêque, Milon de Grancey, le 9 août 1401
- 1401 : Andoche de Chissey; cinq ans auparavant, en 1397, avec son frère Hugues, il est pris à enlever les pierres de la maison seigneuriale de Vaucheseuil. L'évêque les fait assigner et fait saisir leurs revenus pour devoir non fait[4].
- 1411: Andoche de Chissey renouvelle son aveu, de concert avec Jean de Chaulgy, son parent (Guillaume de Chaugy, père de Jean, qui avait épousé N, fille d'Erard de Chissey, dame de Vaulcery (Vausserie) et de Commegrain (Comme-Grain). Les enfants de Guillaume de Commegrain, Jean, Ostelin et Jeanne vendent le fief de Commegrain avec justice et juridiction à Andoche qui en fait aveu à l'évêque en 1401. Comme il avait contraint des sujets de l'évêque d'Autun, Frédéric de Grancey, à faire guet et garde autour de son manoir et à solder une partie des réparations des fossés, il fut condamné, le 15 janvier 1415, à payer 6 sous 8 deniers par journée d'homme et de cheval. Une sentence, rendue sur appel, confirmera celle de première instance. Il décède sans postérité.
- 1447 : Michaut de Chaulgy, dit Le Brave, chambellan des ducs de Bourgogne, Philippe III le Bon et Charles le Téméraire, deuxième chevalier au Parlement de Beaune, (Curia ducis) et gruyer d'Auxois reprend le fief, le 6 novembre 1447. Trente ans plus tard, en 1477, il adresse, en tant que représentant de la maison de Roussillon, une requête à Louis XI, pour faire retrait de la baronnie de Roussillon, et meurt la même année. Il avait épousé, selon le père de Montfaucon, Laurette de Jaucourt, d'où sont issus vraisemblablement Louis, Claude et Georges, sieurs de Chissey-en-Morvan, de Savigny-L'Étang et de Montceau-lès-Blain[5].
- 1503 : Les trois frères, Louis, Claude et Georges de Chaulgy, font aveu ensemble pour la maison-forte et chastel, foussés, moulin estant devant….
- 1530 : Vers cette date, Jacques de Chaulgy, fils de Claude, est seigneur de Chissey et d'Anost, où il bâtit le château. Il vend son fief de Chissey du consentement de sa femme, Claude de Crécy en 1558 au suivant.
- 1558 : Claude Régnier de Montmoyen trépasse en l'an 1591 et laisse ses biens à son fils Odinet.
- 1582: Odinet de Montmoyen est gouverneur d'Autun, qu'il défend contre le maréchal d'Aumont. Il a sans doute fait faire des réparations au château. Il fait assigner presque tous les habitants de la paroisse en 1583, au guet et garde de son château ; la plupart s'y refusent. Cinq ans plus tard, en 1588, il met tout en œuvre, (omnem movit lapidem) pour se soustraire à la suzeraineté de l'évêque, Pierre IV Saulnier, nouvellement élu après une longue vacance du siège épiscopal depuis le décès de Monseigneur Charles Ier d'Ailleboust en 1585, mais il n'y parvint pas. Le 17 juillet 1588, le prélat, le bailli d'Autun, et tous les seigneurs du voisinage, se rendent à Chissey. Muni d'un terrier et de titres authentiques Pierre IV Saulnier, démontre ses droits, et spécialement que l'orme et les maisons environnantes sont de sa justice. Odinet laisse deux filles: Chrétienne de Chissey, mariée à Jean de Senailly-Damas, baron de Villers, et Marie de Chissey, qui épouse Nicolas de Sercey, seigneur du Jeu.
- 1637 : Chrétienne de Chissey  fait aveu cette année-là. Elle fait l'acquisition en 19 avril 1666 de la portion de Jean de Marrey et se trouve de ce fait dame de Vaulsery, en totalité. Elle laisse cette terre de Vaulsery (Vausserie) à sa nièce Marie-Françoise de Cercey, qui reprend le fief en 1685, épouse de Claude-Joseph de Fussey, dont les descendants s'y succèderont jusqu'à la Révolution. À la suite de son acquisition du fief de Montagnerot, à Lucenay, elle a de vifs démêlés avec Antoine Nuguet, seigneur d'Esbaugis, dont les gens tant, sergents, qu'archers, armés de pistolets, d'épées…, se portent sur Chissey et occupent 15 jours le château. Il s'ensuivit un procès, qui durera encore en 1684. Chrétienne de Chissey, décède en 1685. Elle laisse Chissey et ses autres terres à ses nièces, filles de Nicolas de Sercey, seigneur du Jeu.
- 1685 : Marie-Françoise de Sercey, reprend le fief le 6 septembre 1685 et épouse Claude-Joseph de Fussey. Elle décède le 3 février 1744, au château d'Esbaugis, et est inhumée le lendemain dans le chœur de l'église paroissiale.
- 1745 : François de Fussey, fils de Marie-Françoise de Sercey, seigneur du lieu du chef de sa femme Marie Nuguet reprend le fief. Il renouvèle le terrier en 1767.
- 1777 : Nicolas-Antoine-François-Xavier de Fussey fait limiter sa justice, du côté de Buy; il émigre pendant la Révolutionet meurt en exil.
- 1793 : Vers cette date, le château est vendu et adjugé, pour 14.724 livres, à Alexandre Henri Hubinet, major des Hussards, à la tête des soldats du Camp des Latois, et à Joseph-Alexandre Brochot, inspecteur des forêts. La propriété est convertie en ferme.
- 1815 : Napoléon fait étape au château ou il passe la nuit du 16 mars 1815, à son retour de l'Île d'Elbe, afin de prendre contact avec les braves du Camp des Latois et d'aller décorer l'abbé Rasse au relais de poste de Pierre Écrite.
- 1868 : Réfection de la charpente de la grosse tour carrée.

## Armoiries
- Hugues de Ternant, portait : D'azur, à trois tours crénelées, maçonnées de sable
- Michaut de Chaulgy, portait : Écartelé de Chaulgy et de Roussillon.